# NGC 843
NGC 843 is drie sterren in het sterrenbeeld Driehoek. Het hemelobject werd op 16 september 1865 ontdekt door de Duits-Deense astronoom Heinrich Louis d'Arrest.